# Abisynia (Droblin)
Abisynia – kolonia wsi Droblin w Polsce położona w województwie lubelskim, w powiecie bialskim, w gminie Leśna Podlaska.
W latach 1975–1998 miejscowość administracyjnie należała do województwa bialskopodlaskiego.